# Шехолан
Шехолан — село в Улётовском районе Забайкальского края России в составе сельского поселения «Горекацанское».

## География
Село находится в центральной части района на расстоянии примерно 51 км (по прямой)  на юго-запад от села Улёты. 

## Климат
Климат характеризуется как резко континентальный, с продолжительной холодной малоснежной зимой, тёплым летом и большими перепадами сезонных и суточных температур. Среднегодовая температура воздуха составляет 1,5—2 °С. Средняя многолетняя температура самого холодного месяца (января) составляет −24—−22 °С (абсолютный минимум — −44 °С), температура самого тёплого (июля) — 14—16 °С (абсолютный максимум — 38 °С). Среднегодовое количество осадков — 300—500 мм.
Часовой пояс
Село Шехолан находится в часовой зоне МСК+6. Смещение применяемого времени относительно UTC составляет +9:00.

## Население
Постоянное население села в 2002 году составляло 352 человека (97 % русские), в 2010 году — 347 человек.